# Patinho-de-asa-castanha
Patinho-de-asa-castanha ou patinho-grande (nome científico: Platyrinchus leucoryphus) é uma ave passeriforme da família dos tiranídeos (Tyrannidae).

## Distribuição e habitat
O patinho-de-asa-castanha distribui-se no sudeste do Brasil, de São Paulo e Espírito Santo ao sul, atingindo o leste do Paraguai, e o extremo nordeste da Argentina, no Parque Nacional do Iguaçu, extremo norte de Misiones, país onde é muito raro. Esta espécie é atualmente considerada rara em seu habitat natural, ou seja, o sub-bosque das florestas úmidas do bioma da Mata Atlântica, até 900 metros de altitude.

## Estado de conservação
O patinho-de-asa-castanha foi classificado como vulnerável na Lista Vermelha da União Internacional para a Conservação da Natureza (UICN / IUCN) porque sua população, estimada entre 2 500 e 10 mil indivíduos maduros, está em declínio como resultado da perda contínua de habitat. Parece ser dependente das florestas primárias da Mata Atlântica, que continua perdendo áreas em toda a sua extensão. Pesquisas recentes não conseguiram encontrar novas subpopulações e as populações existentes são menos numerosas do que o estimado anteriormente. A espécie está fragmentada em várias subpopulações no Brasil, Paraguai e Argentina, cada uma contendo menos de mil indivíduos maduros.
No Brasil, em 2005, foi classificado como em perigo na Lista de Espécies da Fauna Ameaçadas do Espírito Santo; em 2010, como em perigo no Livro Vermelho da Fauna Ameaçada no Estado do Paraná; em 2011, como vulnerável na Lista das Espécies da Fauna Ameaçada de Extinção em Santa Catarina; em 2014, como quase ameaçado na Lista das Espécies da Fauna Ameaçadas de Extinção no Rio Grande do Sul e em perigo no Livro Vermelho da Fauna Ameaçada de Extinção no Estado de São Paulo; em 2017, como em perigo na Lista Oficial das Espécies da Fauna Ameaçadas de Extinção do Estado da Bahia; e em 2018, como quase ameaçado na Lista Vermelha do Livro Vermelho da Fauna Brasileira Ameaçada de Extinção do Instituto Chico Mendes de Conservação da Biodiversidade (ICMBio) e vulnerável na Lista das Espécies da Fauna Ameaçadas de Extinção no Estado do Rio de Janeiro.

## Sistemática
A espécie P. leucoryphus foi descrita pela primeira vez pelo naturalista alemão Maximilian zu Wied-Neuwied em 1831 sob o nome científico Platyrinchos leucoryphus; sua localidade tipo é: "Itapemirim, Espírito Santo, Brasil". O nome genérico masculino Platyrinchus é composto pelas palavras gregas πλατυς (platus), "largo", e ῥυγχος (rhunkhos), "bico"; e o nome específico leucoryphus é composto das palavras gregas leukos, que significa "branco", e koruphos que significa "coroado".